# Новопоселенне
Новопоселе́нне (рос. Новопоселенное, удм. Новопоселенное) — присілок у складі Каракулинського району Удмуртії, Росія.
Населення — 119 осіб (2010; 146 у 2002).
Національний склад:
- росіяни — 55 %
- марійці — 44 %